# Lydia Sokolova
Lydia Sokolova, pseudonimo di Hilda Tansley Munnings (Wanstead, 4 marzo 1896 – Sevenoaks, 5 febbraio 1974), è stata una ballerina britannica.

## Biografia
Formatasi alla Stedman Ballet Academy, debuttò al Savoy Theatre nel 1910 in Alice in Wonderland. Nel 1913 entrò nella compagnia dei Balletti russi di Sergej Pavlovič Djagilev con il nome di Munningsova, pseudonimo che due anni più tardi cambiò in quello con cui viene maggiormente ricordata. Inoltre nei primi anni '10 del Novecento prese parte a due tournée in Europa e oltreoceano con le compagnie di Mikhail Mordkin e di Theodore Kosloff. Tra i suoi mentori figurano Mordkin, Anna Pavlova, Aleksandr Širjaev, Ivan Clustine ed Enrico Cecchetti.
Sokolova, insieme a Lidija Vasil'evna Lopuchova, Stanislas Idzikowski e Leon Woizikowski, appartiene alla generazione di ballerini che collaborarono con Léonide Massine: apparve infatti in La sagra della primavera (1920), La boutique fantasque (1919), Le chant du rossignol (1920), Le astuzie femminili (1920) e in Les Matelots (1925). Inoltre creò diversi ruoli, come la donna mela ne I tiri burloni di Till Eulenspiegel di Vaclav Fomič Nižinskij (1916), la ragazza vestita di grigio in Les Biches (1924), Perlouse in Le train bleu (1924), l'infermiera in Romeo e Giulietta (1926) e la dea in Triumph of Neptune (1926). Tra gli altri ruoli si ricordano Ta-Hor in Cléopâtre, Papillon e Columbine in Carnaval, la ballerina in Petruška, il capo delle baccanti in Narcisse, Cloe in Dafni e Cloe, Felicità ne Le donne di buon umore, Kikimora in Contes Russes, Pimpinella in Pulcinella, the la fata del ciliegio fiorito e Cappuccetto rosso in La bella addormentata, l'ostessa in Les Biches e la contadina in Barabau.
Dopo un lungo periodo di inattività, nel 1962 ricomparve sulla scena con il Royal Ballet nel ruolo della marchesa Silvestra ne Le donne di buon umore. Nel 1960 pubblicò le sue memorie nel suo Dancing for Diaghilev.